# Héraclès et le lion de Némée (Louvre)
Héraclès et le Lion de Némée est un vase grec antique en forme de lécythe conservé  au Musée du Louvre à Paris, représentant le premier des travaux d'Hercule, le massacre du lion de Némée. 

## Histoire
Ce lécythe provient d'Athènes et est daté d'environ 500 av. J.-C. . Il a été acheté par le Musée du Louvre en 1870. Il a été certainement créé par un artiste Tanagran,. Selon Beazley et Haspels, il est attribué au peintre de Diosphos.

## Description
La peinture du lécythe présente Hercule nu, sur les genoux, luttant avec le lion de Némée. Il a attrapé le lion par la tête et est en train de l'étouffer avec son bras alors qu'il a serré ses poings. L'image est encadrée par un arbre avec feuillage et des fruits. Le vêtement de Hercule est suspendu à une branche, tandis que son épée et la ceinture sont suspendues à une autre.